# FERT

Großes Wappen des Königreichs Italien (1929–1944) mit dem Wahlspruch FERT FERT FERT

FERT (auch Fert oder F.E.R.T. geschrieben, in der Langform FERT FERT FERT) ist der Wahlspruch des ehemaligen italienischen Königshauses Savoyen. Ursprünge und Bedeutung der Devise sind bis heute unklar. Die Buchstabenfolge erschien erstmals auf der Collane des 1362 von Amadeus VI. gestifteten „Halsbandordens“, der 1518 in Annunziaten-Orden umbenannt wurde. Der Wahlspruch ist auch auf Münzen und Wappen des Königreichs Sardinien-Piemont und des daraus entstandenen Königreichs Italien zu sehen.
Zu den bekanntesten Deutungen zählen folgende:
- Foedere et Religione Tenemur (Durch Frieden/Pakt und Religion werden wir zusammengehalten)
- Fortitudo Eius Rhodum Tenuit (Seine Kraft hielt Rhodos)
- Fides Est Regni Tutela (Der Glaube ist der Schutz des Reiches)
- Fert (dritte Person Singular von lat. ferre in der Bedeutung von „er erträgt“)

Weitere, nicht immer ganz ernst gemeinte Interpretationen sind:
- Fors Eius Romam Tenuabit (Seine Kraft wird Rom zerstören)
- Frappez, Entrez, Rompez Tout (Schlagt die Tür ein, kommt ’rein, macht alles kaputt)
- Femina Erit Ruina Tua (die Frau wird dein Ruin sein)

## Galerie

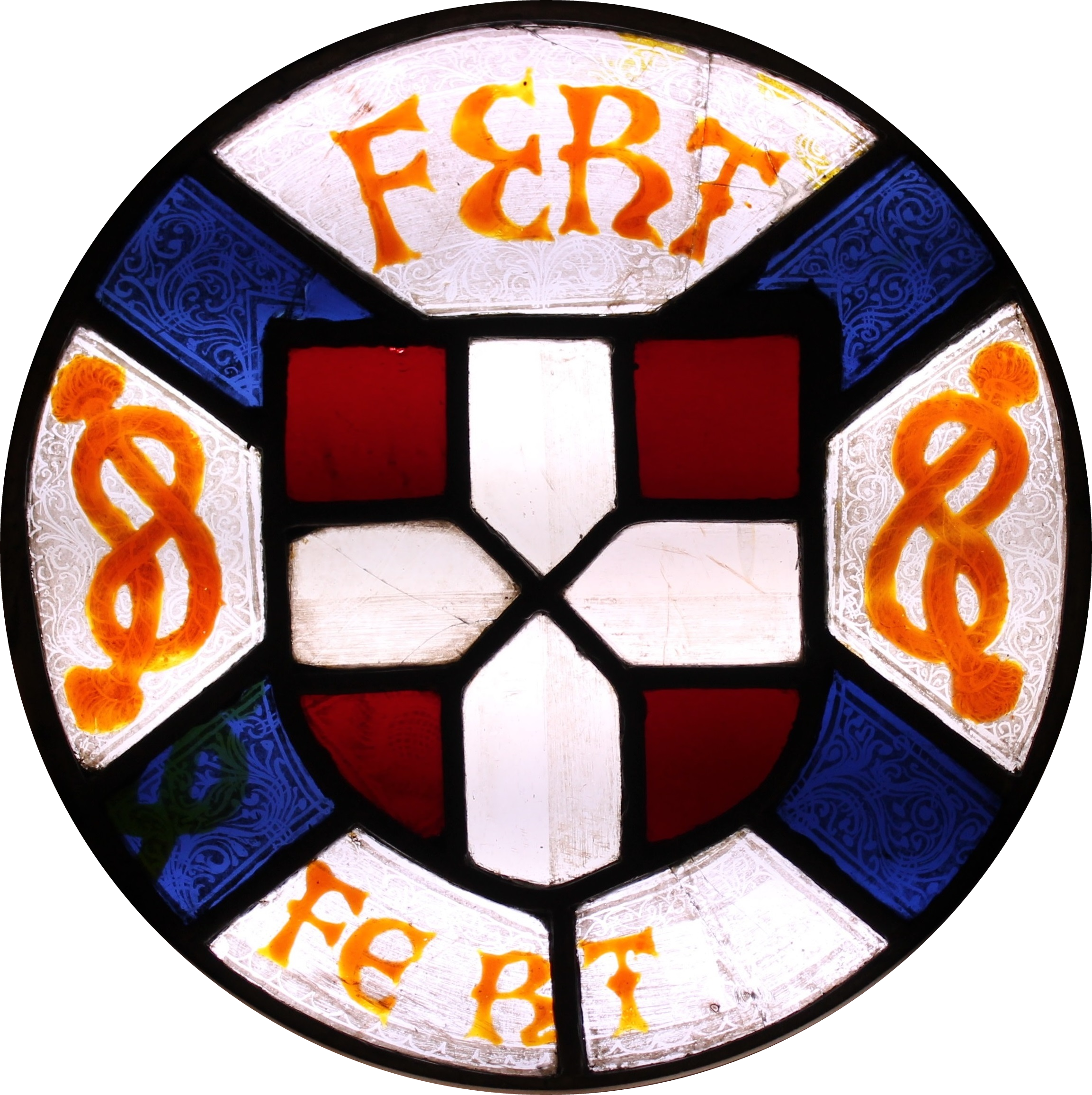
Buntglasfenster im Schloss Ripaille (Thonon-les-Bains)
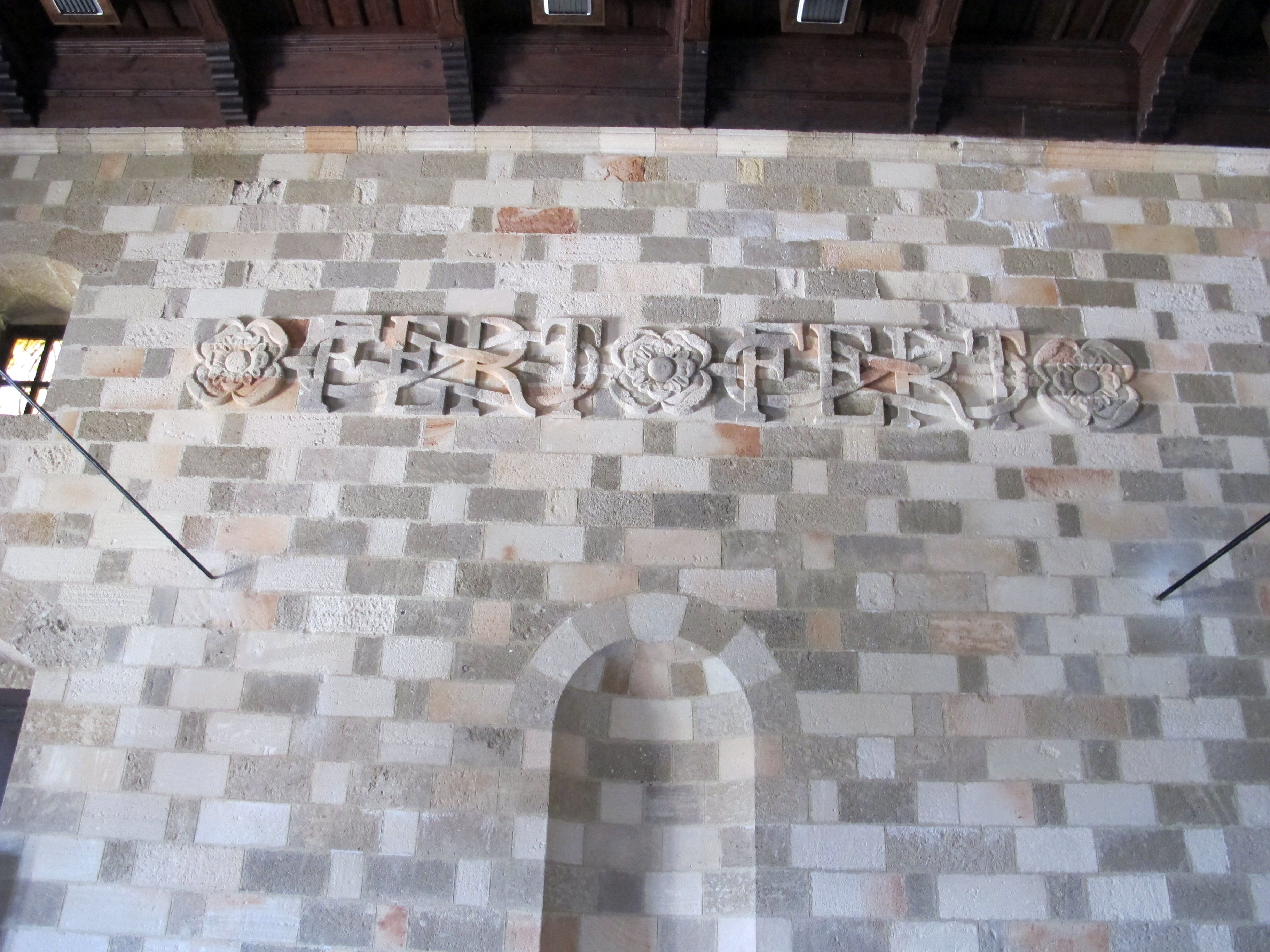
Inschrift am Großmeisterpalast (Rhodos)
Handelsflagge des Königreichs Sardinien im 18. Jh.